# Grammoa striata
Grammoa striata är en fjärilsart som beskrevs av Aurivillius 1904. Grammoa striata ingår i släktet Grammoa och familjen tofsspinnare. Inga underarter finns listade i Catalogue of Life.